# Lloyd van Dams

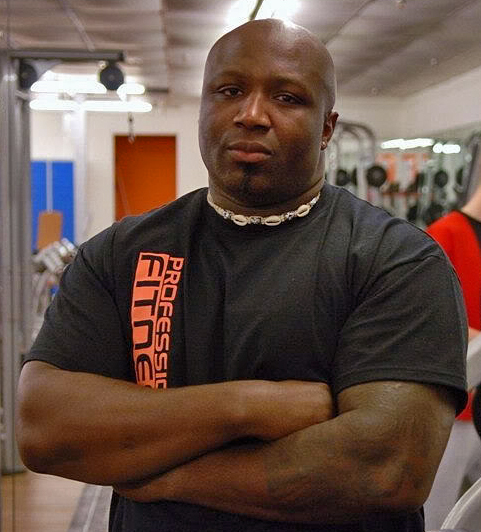
Lloyd van Dams

Lloyd Daniël "The Tornado" van Dams (Para, 5 maart 1972 – Utrecht, 30 december 2021) was een Nederlandse thaibokser en K-1-vechter van Surinaamse afkomst.

## Biografie
Op 7-jarige leeftijd kwam Van Dams naar Nederland. Aanvankelijk woonde hij met zijn moeder, broer en zus bij zijn grootmoeder, maar na een paar jaar kreeg zijn moeder een eigen woning in Amsterdam. Na nog een paar jaar verhuisde het gezin naar Utrecht.
Tijdens zijn middelbare schoolperiode had Van Dams vaak ruzie op straat. Zijn neef Gerold Piqué wilde niet continu bijspringen en leerde Van Dams kickboksen bij de Utrechtse vereniging SWSU. Later nam Piqué hem mee naar Chakuriki Utrecht, waar lesgegeven werd door Peter Jellema en Kenneth Ramkisjoen. Pas op zijn 18e vocht hij zijn eerste wedstrijd, die hij won.
Twee jaar daarna verhuisde Van Dams naar Dordrecht. Daar ging hij trainen bij Jan Vleesenbeek. Toen Vleesenbeek stopte met lesgeven stapte Van Dams over naar Survivor in Breda. In 1996 verhuisde Van Dams terug naar Utrecht. Chakuriki Amsterdam nam hem aan en bracht hem naar topniveau. Op deze school is hij professioneel gaan vechten. 
Hij won diverse titels: twee keer wereldkampioen, Europees kampioen en Nederlands kampioen.
Van Dams overleed op 49-jarige leeftijd in een Utrechts ziekenhuis.